# Ludmila da Silva
Ludmila da Silva (Guarulhos, São Paulo, Brasil; 1 de diciembre de 1994) es una futbolista brasileña. Juega como delantera, su equipo actual es el Chicago Red Stars de la NWSL de Estados Unidos. Es internacional por Brasil desde 2017.
Ha ganado dos Ligas, una Copa de la Reina y una Supercopa con el Atlético de Madrid, y un campeonato Sudamericano Sub-20 con Brasil. 

## Trayectoria

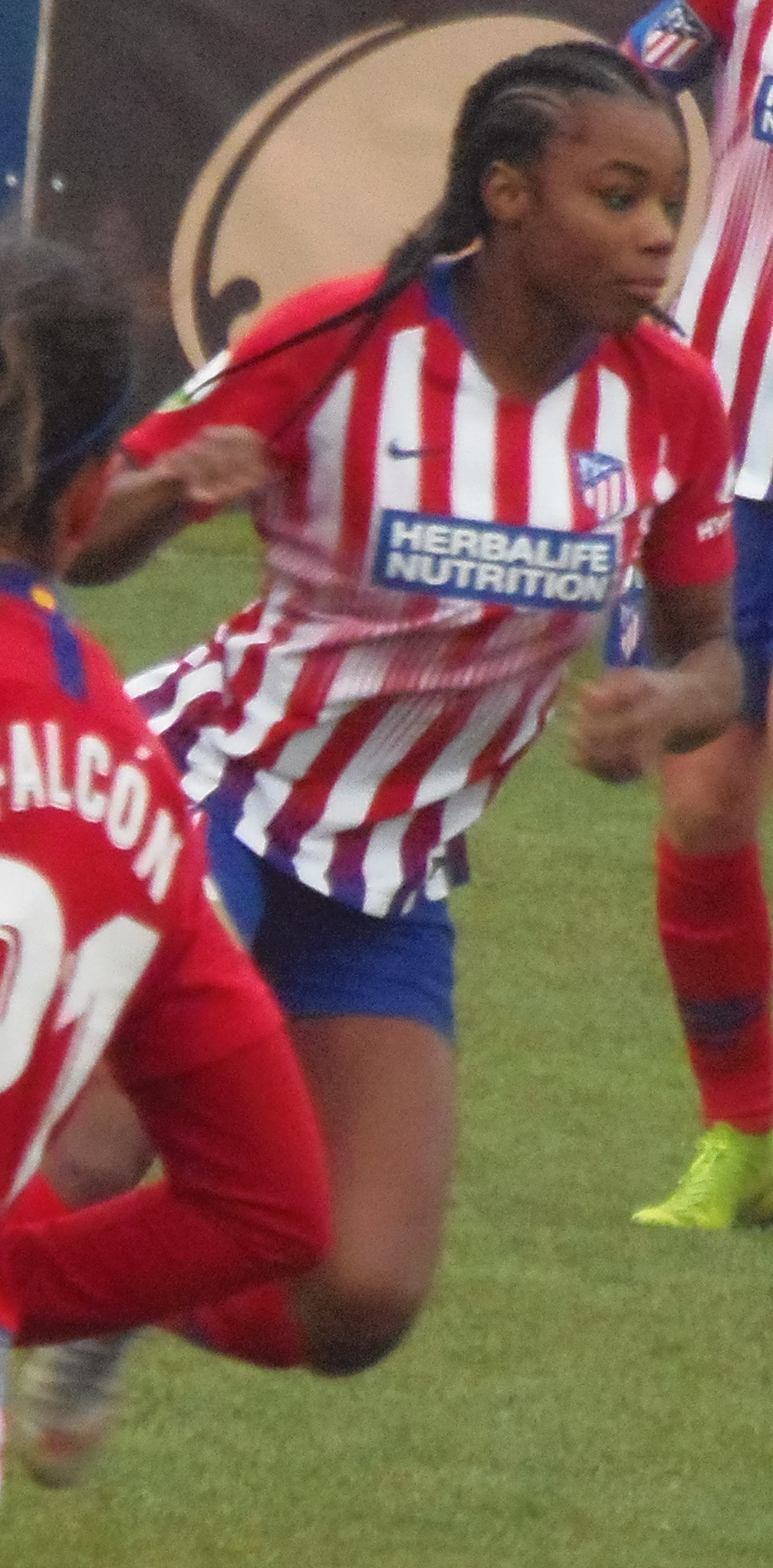
Ludmila da Silva el 22 de diciembre de 2018

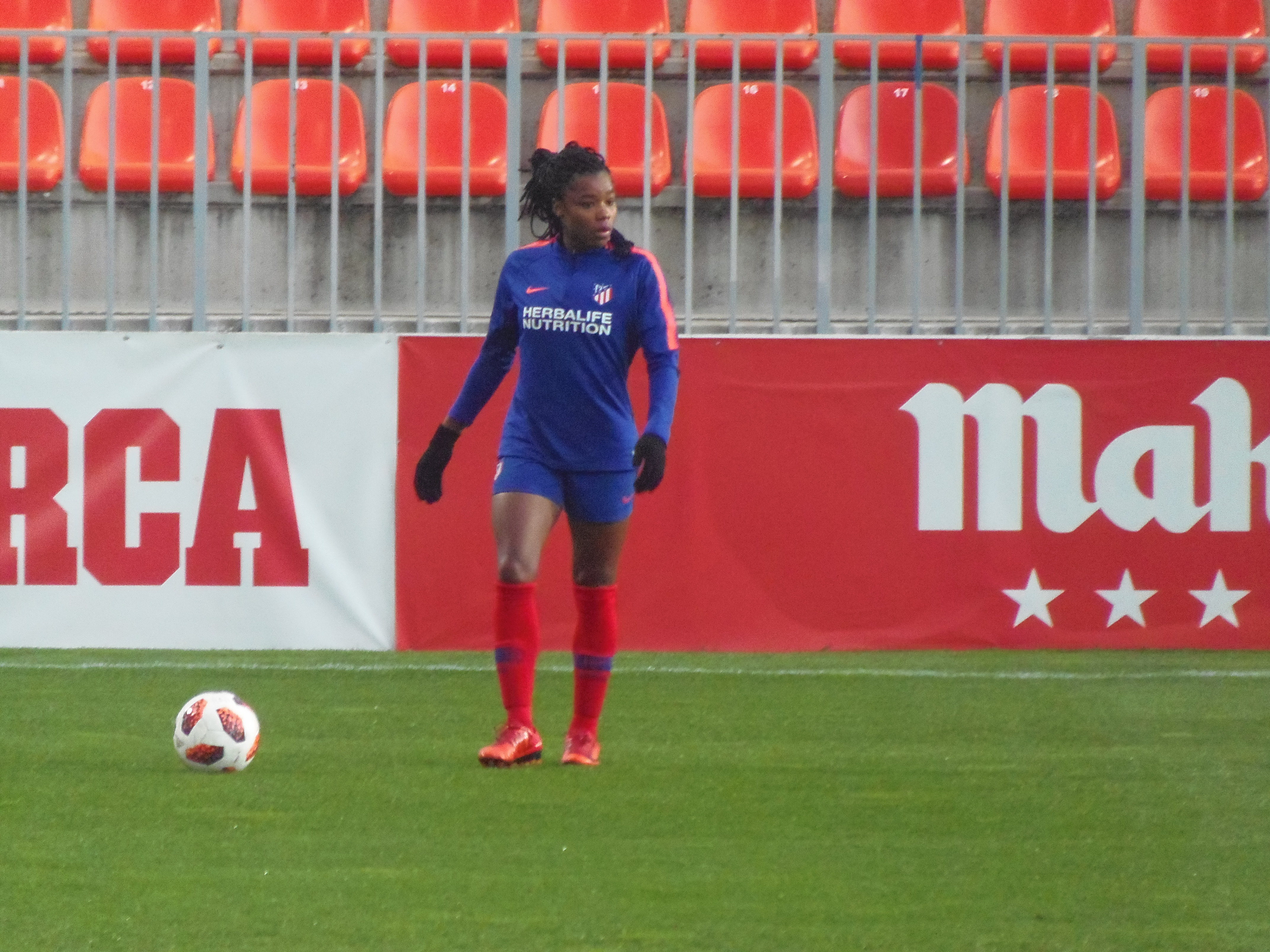
Ludmila da Silva calentando

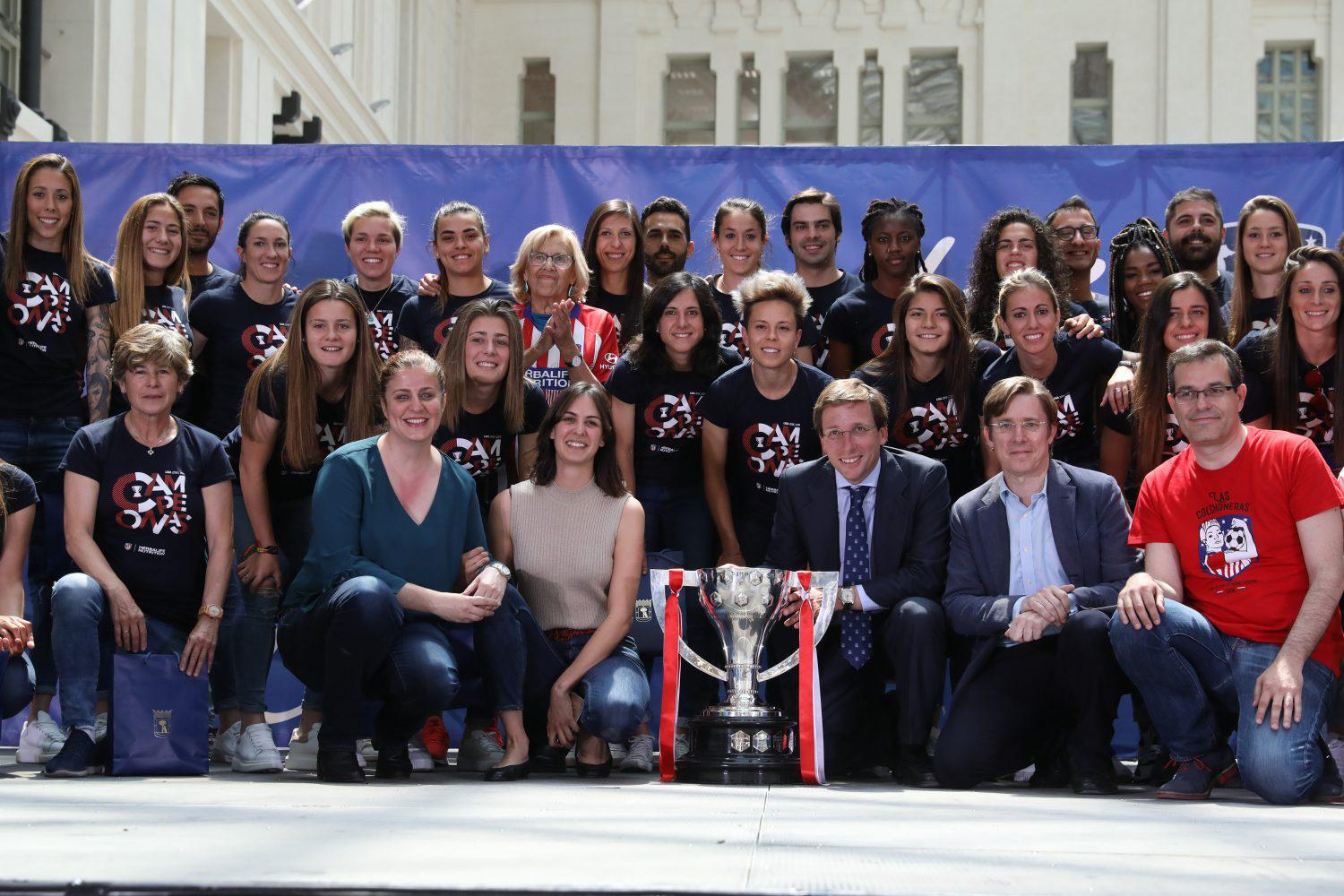
La alcaldesa recibe al equipo femenino del Atlético de Madrid ganador de la Liga Iberdrola 2019

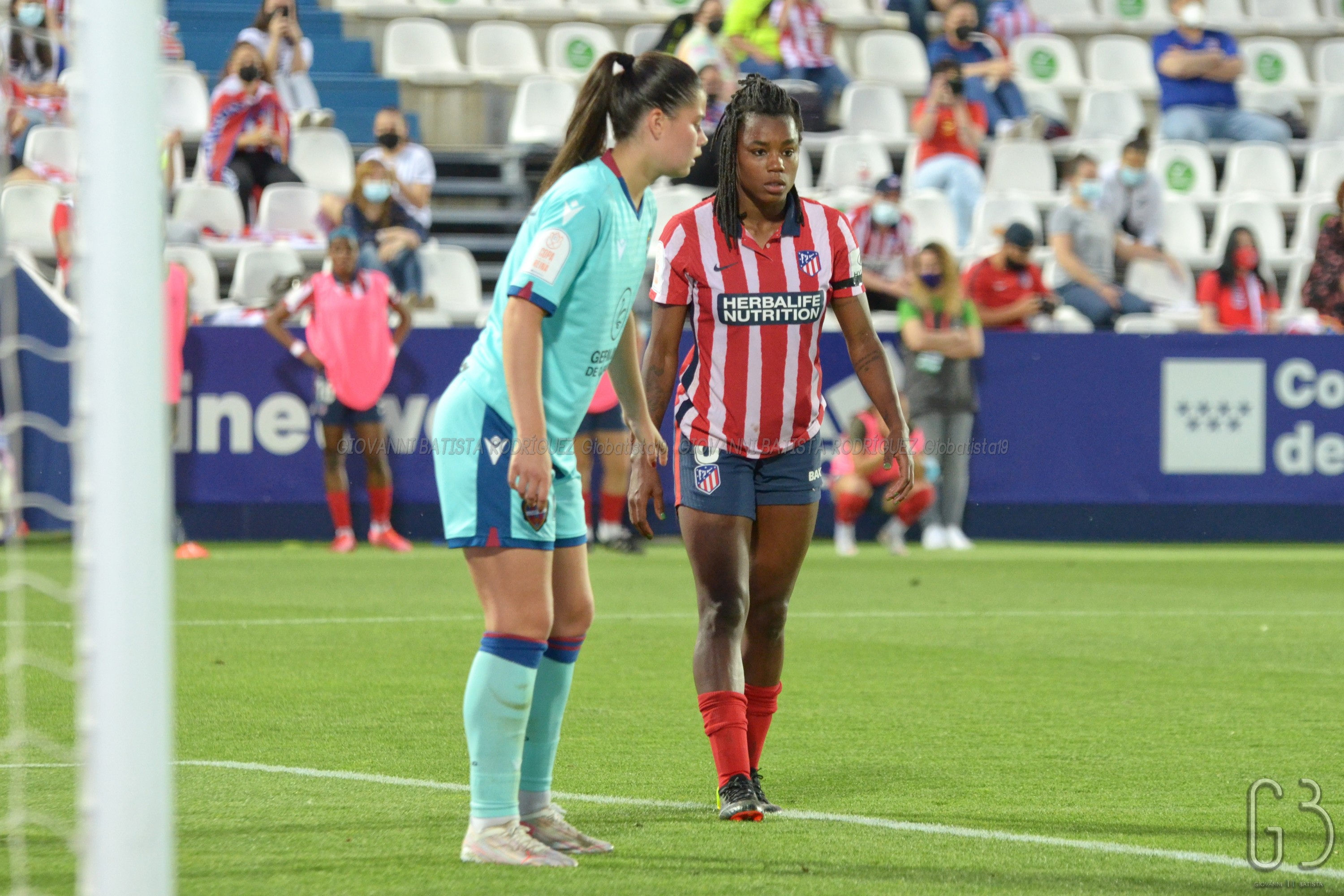
Ludmila da Silva con el Atlético de Madrid

### Inicios en Brasil
De orígenes humildes, perdió a su padre, alcohólico y maltratador, a temprana edad, y su madre la abandonó en un orfanato al no poder cuidar de ella, fue criada por su tía y perdió a su hermana mayor y su mejor amiga por las drogas siendo adolescente.
Ludmila comenzó a jugar al fútbol a los 15 años, tras haber practicado atletismo y capoeira. Su primer equipo fue el Juventus de Sao Paulo, tras ser descubierta por un ojeador de este club que la invitó a hacer una prueba que superó. Debutó el 30 de abril de 2011 en la tercera jornada del Campeonato Paulista con victoria por 3-2 sobre el Taboao da Serra, al sustituir a Camila Mehler Carvalho en el descanso. Su primer gol llegó el 11 de junio en la jornada 10 ante el Taubaté. El equipo quedó en quinta posición del grupo 2 en la primera fase y no se clasificó para la segunda fase. Ludmila marcó 8 goles, siendo la tercera máxima goleadora del equipo.
En 2012 jugó con el São Caetano. Debutó el 19 de mayo de 2012 en la segunda jornada del Campeonato Paulista marcando un gol al A.D. Centro Olímpico. El equipo quedó en tercera posición de su grupo, clasificándose para los cuartos de finalm en los que cayeron derrotadas por el Centro Olímpico. Jugó 9 partidos y marcó 6 goles.
En 2013 fichó por Portuguesa y debutó el 11 de mayo de 2013 ante Centro Olímpico en la tercera jornada del campeonato Paulista. Marcó su primer gol una semana más tarde ante el Taubaté. El equipo quedó tercera posición del grupo 2 y se enfrentó a Rio Preto en cuartos de final, cayendo eliminadas. Marcó 5 tantos en 12 partidos del campeonato, siendo la segunda máxima goleadora de su club.
Ese mismo año fichó por el Rio Preto para jugar el Campeonato Brasileiro, de reciente creación. Debutó en la Segunda fase del torneo el 13 de noviembre ante el Vitória. El equipo quedó segundo de su grupo y alcanzó las semifinales del torneo. marcó dos goles en el partido de ida, pero el Rio Preto perdió por 3-4 ante el  São José. En el partido de vuelta volvió a marcar empatando a 4 el partido y el Rio Preto quedó eliminado.
En 2014 solo disputó el partido de ida de la Copa de Brasil ante  São José en el que ganaron por 3-2 pero cayeron eliminadas en el partido de vuelta al perder 1-0. No jugó el campeonato paulista, en el que Rio Preto vayó eliminado ante Ferroviaria. El equipo no obtuvo los suficientes puntos en el ranking ce la Confederación Brasileña de Fútbol para disputar el campeonato nacional.
En 2015 volvió a jugar un partido de Copa, esta vez contra el Vitoria de Pernambuco. En el campeonato paulista jugó 12 encuentros, 3 de ellos como titular, y no marcó ningún gol. Cayeron eliminadas en cuartos de final ante el Santos. El 9 de septiembre de 2015 fichó por el  São José. No llegó a jugar con el equipo las primeras dos fases del campeonato pero fue convocada para disputar la Copa Libertadores, en la que marcó un gol en el segundo partido de la fase de grupos y el equipo quedó en cuarta posición. En el campeonato brasileño debutó en la ida de la semifinal ante Tiradentes. También disputó el partido de vuelto y la ida de la final contra su exequipo, el Rio Preto, ante el que cayeron derrotadas, siendo subcampenas. Esa temporada las jugadoras de São José fueron campeonas de los Jogo Abertos do Interior.
En 2016 se alteró el orden de las competiciones y se empezó el año disputando el Campeonato nacional. Marcó su primer triplete ante Vitória el 4 de febrero, y un doblete ante Corinthians el 30 de marzo. El equipo alcanzó las semifinales en las que cayeron nuevamente derrotadas por Rio Preto. En el campeonato paulista disputó 5 partidos, el equipo cayó eliminado por Corinthians al caer por 2-3 en casa y 3-1 a domicilio, partido en el que Ludmila fue la autora del único tanto. En la Copa de Brasil no llegó a jugar y São José fue finalista. En los Jogos Abertos do Interior revalidaron el título ante Rio Preto.
En 2017 se perdió el inicio de la temporada por una intervención quirúrgica. reapareció el 18 de mayo, y alcanzó a disputar 3 encuentros del campeonato brasileño, en el que São José quedó sexto en su grupo de la primera fase y no se clasificó para los cuartos de final. El 21 de mayo jugó su primer encuentro del campeonato Paulista, marcando un gol ante Juventus. Marcó el gol que clasificó a São José para la siguiente fase del campeonato el 11 de junio. Llegó a disputar 6 encuentros como titular en el campeonato paulista antes de poner rumbo al Atlético de Madrid.

### Salto a Europa
El 13 de agosto de 2017 fichó por el Club Atlético de Madrid Femenino, que destacó su fuerza y velocidad. Debutó el 2 de septiembre en la primera jornada de liga ante el Fundación Albacete sustituyendo en el descanso a Laia Aleixandri, y dando una asistencia de gol. Marcó sus dos primeros goles el 30 de septiembre en la cuarta jornada de liga ante el Athletic, y fue nominada como mejor jugadora de la jornada. Debutó en la Liga de Campeones el 4 de octubre en la derrota por 0-3 ante el Wolfsburgo, y marcó su primer gol en la competición en el partido de vuelta en Alemania el 11 de octubre, en el que perdieron por 12-2. Sus actuaciones provocaron que tan solo 4 meses después de fichar por el equipo fuese renovada extendiendo su contrato de dos a tres años. En marzo de 2018 sufrió un esguince de tobillo que la dejó un mes sin jugar. Finalmente el 13 de mayo marcó el gol que abrió el marcador en la victoria por 6-0 sobre el Zaragoza CFF con el equipo revalidó su título de Liga y Ludmila logró su primer campeonato liguero. Concluyó la liga con 11 goles y 9 asistencias, siendo la máxima asistente empatada con sus compañeras Amanda Sampedro y Sonia Bermúdez. En la  Copa de la Reina de Fútbol 2018 marcó en el minuto 90 el primer gol sobre el Granadilla en semifinales, pero el equipo cayó en la final ante el F.C. Barcelona.
En la temporada 2018-19 marcó el primer gol de la Liga Iberdrola. En la Liga de Campeones destacó en el partido de vuelta de dieciseisavos de final ante el Manchester City. En la ida en Majadahonda empataron a 1, y en Mánchester regaló el 0-1 a Silvia Meseguer y marcó el 0-2 sentenciando prácticamente la eliminatoria. En octavos de final volvieron a caer eliminadas ante el Wolfsburgo. Volvió a tener una actuación destacada en los octavos de final de la  Copa de la Reina de Fútbol 2018 ante el Málaga al marcar los cuatro goles de las rojiblancas en la victoria por 4-2, y en la semifinal ante el F.C. Barcelona, en la que marcó los dos goles de la victoria. El 30 de marzo sufrió un traumatismo articular en la rodilla derecha en el partido liguero contra el Betis, por el que estuvo un cuatro semanas de baja. En la última jornada de liga dio la asistencia del primer gol de Esther González, en un partido que terminó con victoria colchonera por 1-3 ante la Real Sociedad y que les dio de nuevo el título. Una semana después se volvieron a enfrentar a las donostiarras en la final de la Copa de la Reina, pero esta vez venció la Real por 2-1. Ludmila fue la máxima goleadora del torneo con 6 tantos. Fue nombrada Mejor Iberoamericana de la temporada por el diario Marca.
En la temporada 2019-20 marcó un doblete y dio una asistencia de gol en el minuto 90 a Virginia Torrecilla para ganar por 2-3 en la ida de los dieciseisavos de final de la Liga de Campeones ante el Spartak Subotica, consiguiendo así marcar en tres ediciones consecutivas de la competición. Volvió a ser decisiva en el partido de vuelta, saltó al campo como suplente cuando el equipo perdía por 0-1, con riesgo de ser eliminados, y en una galopada por banda derecha inició la jugada que supuso el empate de la tranquilidad. The Guardian la eligió entre las 100 mejores futbolistas del año.
Jugó 20 partidos de liga y marcó 8 goles y dio 6 asistencias antes de que se suspendiera con motivo de la pandemia del Covid-19 y quedó subcampeona del torneo. Fue elegida en el once ideal por el Diario Marca en la jornada 5. Disputó la semifinal la Supercopa en la que cayeron derrotadas por el F. C. Barcelona y el partido de octavos de final de la Copa de la Reina ante el Betis en el que pasaron las sevillanas al vencer en la tanda de penaltis. 
En la temporada de 2020-21 empezó con una buena racha goleadora, que culminó marcando cuatro goles y dando una asistencia en la victoria por 1-8 sobre el Deportivo de la Coruña en el Estadio de Riazor, y que le valió ser nombrada Jugadora 5 estrellas del equipo de noviembre. En diciembre tuvo otra destacada actuación interveniendo en los cuatro goles ante el Servette en la ida de los dieciseisavos de final de la Liga de Campeones, y The Guardian volvió a incluirla en su lista de las 100 mejores jugadoras del mundo, ascendiendo respecto al año anterior hasta el 68.º puesto.
En la temporada 2021-22 le costó más entrar en juego debido a su participación en los Juegos Olímpicos, y sufrir el Covid, lo que le llevó a tener problemas mentales y necesitar ayuda psicológica. El entrenador confió más en otras delanteras que en ella y en la segunda vuelta fue suplente en la mayoría de los encuentros. Tras marcar un gol y dar una asistencia en la semifinal, el 23 de enero de 2021 jugó su partido número 146 en la final de la Supercopa ante el F.C. Barcelona, superando a Kenti Robles como extranjera que en más ocasiones ha jugado con el Atlético de Madrid. En la final fueron derrotadas por 7-0. En enero de 2022 se instaló la placa conmemorativa en el paseo de las leyendas del club, que acredita haber jugado más de 100 partidos en el Atlético de Madrid. Marcó 6 goles en 24 partidos de liga, y acabaron en cuarta posición a un punto de la tercera plaza que daba el último cupo para disputar la Liga de Campeones. En la Copa de la Reina el equipo cayó en octavos de final ante el Sporting de Huelva.
En la temporada 2022-23 fue nombrada tercera capitana del equipo. Tras una muy buena pretemporada volvió a la selección brasileña, y en el primer partido de liga marcó un doblete, además de originar el primer gol y provocar la expulsión de una defensora. Continuó la buena racha al inicio de la liga, marcando dos goles ante el Sevilla y el gol de la victoria ante el Alavés, y su buen rendimiento se reflejó en el premio a la mejor jugadora del Atlético de Madrid de los meses de septiembre y noviembre, mes en el que se lesionó en el partido ante el Barcelona cuando era la máxima goleadora de la liga. Tras recuperarse de su lesión volvió a ser puntal en el ataque rojiblanco, pero en el derbi madrileño se rompió el ligamento cruzado anterior de la rodilla derecha, con lo que se perdería el resto de la temporada y el Mundial de Australia y Nueva Zelanda. El equipo no fue regular durante la temporada y cambió de técnico, acabando en cuarta posición en liga. En la Copa de la Reina se clasificaron de forma sólida para la final, en la que se enfrentaron al Real Madrid en el Estadio de Butarque de Leganés. El equipo ganó el trofeo en la tanda de penaltis tras remontar un 2-0 adverso en el tiempo de descuento. Al finalizar la temporada fue elegida mejor jugadora del año.
Se recuperó de su lesión y volvió a jugar algunos minutos en invierno. Su primer partido como titular fue ante el Real Madrid en los cuartos de final de la Copa de la Reina, y marcó el primer gol del partido que acabó con victoria rojiblanca por 2-1. Tras la eliminación de Copa en semifinales y un mal resultado liguero Manolo Cano fue destituido y lo sustituyó el entrenador del segundo filial Arturo Ruiz. Encadenaron varias victorias consecutivas y volvió a ser titular y determinante con varios goles y una asistencia. Fue expulsada en su último partido con el club, en la penúltima jornada de liga. Finalmente lograron el objetivo de clasificarse para la Liga de Campeones tras ser terceras en liga. A final de temporada dejó el club tras 7 temporadas y 77 goles en 196 partidos jugados.

## Selección
Jugó con la Selección Sub-20 de Brasil. Disputó el Campeonato Sudamericano de 2014 en Uruguay. Jugó el partido inaugural ante Chile sustituyendo a Fernanda, y no consiguió rematar un pase de gol de Djenifer al estar muy marcada. En el segundo partido ante Uruguay volvió a ser suplente y logró marcar uno de los ocho goles brasileños. Volvió a ser suplente ante Colombia en partido que terminó sin goles y no llegó a jugar en la victoria por 3-2 ante Venezuela. Brasil quedó en primera posición de la primera fase de grupos sobre Colombia, que empató con Chile. En la segunda fase volvió a jugar de suplente y marcó el segundo gol en la victoria por 3-0  sobre Bolivia, no jugó en el segundo encuentro en el que Brasil ganó por 6-0 a Colombia, y fue titular en el partido definitivo ante Paraguay, con el que empataba a 6 puntos en la clasificación, provocando el penalti que supuso el primer gol de Andressa y marcando el segundo gol de la victoria brasileña por 2-0.
Participó en sesiones de entrenamiento con la selección en las que fue criticada por su falta de técnica. En junio de 2017 fue convocada por Emily Lima, con la que coincidió en São José , para jugar con el primer equipo, para el que tuvo que pedir urgentemente la tramitación de su pasaporte. Brasil perdió por 3-1 pero Ludmila marcó su primer gol con la Selección al aprovechar un error de Almuth Schult. Desde entonces jugó varios amistosos incluyendo el Torneo de las Naciones de 2017 y la SheBelieves Cup de 2019. Fue convocada para el Torneo de las Naciones de 2018, pero el Atlético de Madrid no la liberó para poder hacer la pretemporada con sus compañeras.
El 16 de mayo de 2019 fue incluida en la lista de convocadas para disputar el Mundial de Francia de 2019 por el seleccionador nacional, Vadão. Disputó los 4 partidos de su selección en el campeonato, dos de ellos como titular. El 9 de junio de 2019 jugó como suplente los dos primeros partidos de Brasil en el Mundial de Francia, en el que ganaron por 3-0 sobre Jamaica y el segundo ante Australia en el que perdieron por 2-3. En el tercer partido ante Italia fue titular y vencieron por 1-0, lo que les dio el pase a octavos de final como terceras de grupo empatadas a 6 puntos con Australia e Italia, pero con peor diferencia de goles. En los octavos de final contra Francia volvió a ser titular, siendo sustituida en el minuto 71. El partido concluyó con empate a un gol y en la prórroga Francia marcó un gol que eliminó a Brasil.
Con Pia Sundhage se asentó en la selección nacional y fue convocada con regularidad para participar con la selección. El 29 de agosto de 2019 marcó su segundo gol con Brasil al abrir el marcador en la victoria por 5-0 sobre Argentina en el Torneo amistoso internacional Uber. En marzo de 2020 disputó el Torneo de Francia, en el que jugó dos encuentros y marcó el segundo gol de su selección en el empate a dos goles contra Canadá.
El 18 de junio de 2021 fue incluida en la convocatoria de Brasil para disputar los Juegos Olímpicos de Tokio 2020, que se habían retrasado a 2021 debido a la pandemia de Covid-19. Fue suplente en el primer encuentro que disputaron ante China, en el que ganaron por 5-0. Volvió a ser suplente en el segundo partido ante Países Bajos, provocó el penalti con el que las brasileñas igualaron el partido, y marcó el gol que adelantaba a Brasil en el minuto 68, aunque las neerlandesas lograron igualar el encuentro, que terminó con empate a tres goles. Fue titular en el último encuentro ante Zambia, en el que provocó la falta que originó el único gol del encuentro, y pasaron a cuartos de final como segundas de grupo. El 30 de julio se enfrentaron a Canadá. Ludmila entró en el campo en el segundo tiempo. El partido terminó sin goles tras la prórroga y Canadá pasó a la semifinal en la tanda de penaltis.
Tras una temporada 2021-22 complicada en el Atlético de Madrid, fue perdiendo presencia en la selección y no fue convocada para disputar la Copa América, regresando con el combinada brasileño tras una buena pretemporada 2022-23. En febrero de 2023 jugó la Copa SheBelieves y marcó un gol ante Estados Unidos. En marzo de 2023 sufrió una rotura del ligamento cruzado anterior de la rodilla derecha, por lo que se perdería el Mundial.

## Controversias
En septiembre de 2019 publicó en sus redes sociales un video grabado en un supermercado de la cadena Mercadona en el que afirmaba que cada vez que entraba en un supermercado tenía un vigilante de seguridad siguiéndola. A pesar de que el  video fue publicado en diversos medios de comunicación, la empresa se limitó a declarar que nadie había puesto en su conocimiento los hechos.

## Estadísticas

### Clubes
Actualizado al último partido jugado el 9 de junio de 2024.
| Club | Div.                     | Temporada     | Liga nacionales(1) | Liga nacionales(1) | Liga nacionales(1) | Copas nacionales(2) | Copas nacionales(2) | Copas nacionales(2) | Copas internacionales(3) | Copas internacionales(3) | Copas internacionales(3) | Total | Total | Total  | Media goleadora(4) |
| Club | Div.                     | Temporada     | Part.              | Goles              | Asist.             | Part.               | Goles               | Asist.              | Part.                    | Goles                    | Asist.                   | Part. | Goles | Asist. | Media goleadora(4) |
| --- | ------------------------ | ------------- | ------------------ | ------------------ | ------------------ | ------------------- | ------------------- | ------------------- | ------------------------ | ------------------------ | ------------------------ | ----- | ----- | ------ | ------------------ |
| Juventus São Paulo · Brasil |                          |               |                    |                    |                    |                     |                     |                     |                          |                          |                          |       |       |        |                    |
| Reg. | 2011                     | 16            | 8                  |                    |                    |                     |                     |                     |                          |                          | 16                       | 8     |       | 0,50   |                    |
| Total Juventus São Paulo | Total Juventus São Paulo | 16            | 8                  |                    |                    |                     |                     |                     |                          |                          | 16                       | 8     |       | 0,50   |                    |
| São Caetano · Brasil |                          |               |                    |                    |                    |                     |                     |                     |                          |                          |                          |       |       |        |                    |
| Reg. | 2012                     | 9             | 6                  |                    |                    |                     |                     |                     |                          |                          | 9                        | 6     |       | 0,67   |                    |
| Total São Caetano | Total São Caetano        | 9             | 6                  |                    |                    |                     |                     |                     |                          |                          | 9                        | 6     |       | 0,67   |                    |
| Portuguesa · Brasil |                          |               |                    |                    |                    |                     |                     |                     |                          |                          |                          |       |       |        |                    |
| Reg. | 2013                     | 12            | 5                  |                    |                    |                     |                     |                     |                          |                          | 12                       | 5     |       | 0,42   |                    |
| Total Portuguesa | Total Portuguesa         | 12            | 5                  |                    |                    |                     |                     |                     |                          |                          | 12                       | 5     |       | 0,42   |                    |
| Rio Preto · Brasil |                          |               |                    |                    |                    |                     |                     |                     |                          |                          |                          |       |       |        |                    |
| Nac. | 2013                     | 6             | 3                  |                    |                    |                     |                     |                     |                          |                          | 6                        | 3     |       | 0,50   |                    |
| Reg. | 2014                     |               |                    |                    | 1                  | 0                   |                     |                     |                          |                          | 1                        | 0     |       | 0,00   |                    |
| Nac. | 2015                     | 12            | 0                  |                    | 1                  | 0                   |                     |                     |                          |                          | 13                       | 0     |       | 0,00   |                    |
| Total Rio Preto | Total Rio Preto          | 18            | 3                  |                    | 2                  | 0                   |                     |                     |                          |                          | 20                       | 3     |       | 0,15   |                    |
| São José · Brasil |                          |               |                    |                    |                    |                     |                     |                     |                          |                          |                          |       |       |        |                    |
| Nac | 2015                     | 3             | 0                  |                    |                    |                     |                     | 1+                  | 1                        |                          | 4+                       | 1     |       | 0,25   |                    |
| Nac | 2016                     | 14            | 7                  |                    |                    |                     |                     |                     |                          |                          | 14                       | 7     |       | 0,50   |                    |
| A1 | 2017                     | 9             | 3                  |                    |                    |                     |                     |                     |                          |                          | 9                        | 3     |       | 0,33   |                    |
| Total São José | Total São José           | 26            | 10                 |                    |                    |                     |                     | 1+                  | 1                        |                          | 27+                      | 11    |       | 0,32   |                    |
| Atlético de Madrid · España |                          |               |                    |                    |                    |                     |                     |                     |                          |                          |                          |       |       |        |                    |
| Primera División | 2017-18                  | 25            | 11                 | 7                  | 4                  | 1                   | 0                   | 2                   | 1                        | 0                        | 31                       | 13    | 7     | 0,42   |                    |
| Primera División | 2018-19                  | 26            | 11                 | 6                  | 4                  | 6                   | 0                   | 4                   | 1                        | 1                        | 28                       | 18    | 7     | 0,64   |                    |
| Primera División | 2019-20                  | 20            | 8                  | 6                  | 2                  | 0                   | 0                   | 4                   | 2                        | 3                        | 26                       | 10    | 9     | 0,38   |                    |
| Primera División | 2020-21                  | 32            | 15                 | 3                  | 4                  | 0                   | 3                   | 4                   | 1                        | 2                        | 40                       | 16    | 8     | 0,40   |                    |
| Primera División | 2021-22                  | 24            | 6                  | 2                  | 3                  | 1                   | 1                   |                     |                          |                          | 27                       | 7     | 3     | 0,26   |                    |
| Primera División | 2022-23                  | 16            | 9                  | 3                  | 1                  | 0                   | 0                   |                     |                          |                          | 17                       | 9     | 3     | 0,53   |                    |
| Primera División | 2023-24                  | 16            | 3                  | 2                  | 5                  | 1                   | 1                   |                     |                          |                          | 21                       | 4     | 3     | 0.20   |                    |
| Total Atlético de Madrid | Total Atlético de Madrid | 159           | 63                 | 29                 | 23                 | 9                   | 5                   | 14                  | 5                        | 6                        | 196                      | 77    | 40    | 0,40   |                    |
| Total carrera | Total carrera            | Total carrera | 268                | 95                 | 29                 | 25                  | 9                   | 5                   | 15+                      | 6                        | 6                        | 280+  | 110   | 40+    | 0,40               |
| (1) Incluye datos de Campeonato Paulista (2011-2017) y Campeonato Brasileño (2013-2017). (2) Incluye datos de Copa de Brasil (2011-2017). Copa de la Reina (2018-act.) y Supercopa de España (2020) (3) Incluye datos de Copa Libertadores 2015 y Liga de Campeones (2018-act.). (4) No incluye goles en partidos amistosos. |                          |               |                    |                    |                    |                     |                     |                     |                          |                          |                          |       |       |        |                    |

### Selección
Actualizado al último partido jugado el 4 de junio de 2024.
| Selecciones                                                                                    | Año           | Otros Oficiales(5) | Otros Oficiales(5) | Otros Oficiales(5) | Mundial (5) | Mundial (5) | Mundial (5) | Amistosos | Amistosos | Amistosos | Total | Total | Total  | Media goleadora |
| Selecciones                                                                                    | Año           | Part.              | Goles              | Asist.             | Part.       | Goles       | Asist.      | Part.     | Goles     | Asist.    | Part. | Goles | Asist. | Media goleadora |
| ---------------------------------------------------------------------------------------------- | ------------- | ------------------ | ------------------ | ------------------ | ----------- | ----------- | ----------- | --------- | --------- | --------- | ----- | ----- | ------ | --------------- |
| Sub-20 · Brasil                                                                                | 2014          | 5                  | 3                  | 2                  | -           | -           | -           |           |           |           | 5     | 3     | 2      | 0,60            |
| Sub-20 · Brasil                                                                                | Total         | 5                  | 3                  | 2                  |             |             |             |           |           |           | 5     | 3     | 2      | 0,60            |
| Abs · Brasil                                                                                   | 2017          | 0                  | 0                  | 0                  | 0           | 0           | 0           | 8         | 1         | 0         | 8     | 1     | 0      | 0,12            |
| Abs · Brasil                                                                                   | 2018          | 0                  | 0                  | 0                  | -           | -           | -           | 3         | 0         | 0         | 3     | 0     | 0      | -               |
| Abs · Brasil                                                                                   | 2019          | 0                  | 0                  | 0                  | 4           | 0           | 0           | 7         | 1         | 1         | 11    | 1     | 1      | 0,09            |
| Abs · Brasil                                                                                   | 2020          | -                  | -                  | -                  | -           | -           | -           | 4         | 1         | 3         | 4     | 1     | 3      | 0,25            |
| Abs · Brasil                                                                                   | 2021          | 4                  | 1                  | 0                  | -           | -           | -           | 6         | 0         | 2         | 10    | 1     | 2      | 0,10            |
| Abs · Brasil                                                                                   | 2022          |                    |                    |                    |             |             |             | 8         | 0         | 0         | 8     | 0     | 0      | -               |
| Abs · Brasil                                                                                   | 2023          |                    |                    |                    |             |             |             | 2         | 1         | 0         | 2     | 1     | 0      | 0,50            |
| Abs · Brasil                                                                                   | 2024          |                    |                    |                    |             |             |             | 4         | 0         | 0         | 4     | 0     | 0      | -               |
| Abs · Brasil                                                                                   | Total         | 4                  | 1                  | 0                  | 4           | 0           | 0           | 42        | 4         | 6         | 50    | 5     | 6      | 0,10            |
| Total carrera                                                                                  | Total carrera | 9                  | 4                  | 2                  | 4           | 0           | 0           | 42        | 4         | 6         | 55    | 8     | 8      | 0,15            |
| (5) Se incluyen Juegos Olímpicos, Campeonato Sudamericano y partidos en fases clasificatorias. |               |                    |                    |                    |             |             |             |           |           |           |       |       |        |                 |

#### Participaciones en Mundiales
| Competición     | Categoría          | Sede    | Resultado        | Partidos | Goles |
| --------------- | ------------------ | ------- | ---------------- | -------- | ----- |
| Mundial de 2019 | Selección absoluta | Francia | Octavos de final | 4        | 0     |
| Total           | –                  | –       | –                | 4        | 0     |

### Participaciones en Juegos Olímpicos
| Competición | Categoría          | Sede  | Resultado        | Partidos | Goles |
| ----------- | ------------------ | ----- | ---------------- | -------- | ----- |
| Tokio 2020  | Selección absoluta | Japón | Cuartos de final | 4        | 1     |
| Total       | –                  | –     | –                | 4        | 1     |

#### Participaciones en Campeonatos Sudamericanos
| Competición              | Categoría | Sede    | Resultado | Partidos | Goles |
| ------------------------ | --------- | ------- | --------- | -------- | ----- |
| Sudamericano Sub-20 2014 | Sub-20    | Uruguay | Campeona  | 5        | 3     |
| Total                    | –         | –       | –         | 5        | 3     |

## Palmarés

### Campeonatos internacionales
| Título                         | Club                | País    | Año  |
| ------------------------------ | ------------------- | ------- | ---- |
| Campeonato Sudamericano Sub-20 | Selección de Brasil | Uruguay | 2014 |

### Campeonatos nacionales
| Título                    | Club               | País   | Año     |
| ------------------------- | ------------------ | ------ | ------- |
| Jogos Abertos do Interior | São José           | Brasil | 2015    |
| Jogos Abertos do Interior | São José           | Brasil | 2016    |
| Primera División          | Atlético de Madrid | España | 2017-18 |
| Primera División          | Atlético de Madrid | España | 2018-19 |
| Supercopa de España       | Atlético de Madrid | España | 2021    |
| Copa de la Reina          | Atlético de Madrid | España | 2022-23 |

### Distinciones individuales
| Distinción                                                                         | Año     |
| ---------------------------------------------------------------------------------- | ------- |
| Máxima asistente de la Liga Iberdrola                                              | 2017-18 |
| Máxima goleadora de la Copa de la Reina                                            | 2018-19 |
| Mejor Iberoamericana (Premios MARCA)                                               | 2018-19 |
| Once Ideal de Marca en la Jornada 5 de la Primera Iberdrola                        | 2019    |
| 100.ª mejor jugadora del mundo según The Guardian                                  | 2019    |
| Once ideal de la Conmebol                                                          | 2020    |
| 68.ª mejor jugadora del mundo según The Guardian                                   | 2020    |
| Jugadora 5 Estrellas del Atlético de Madrid en el mes de noviembre                 | 2020    |
| Jugadora 5 Estrellas del Atlético de Madrid en los meses de septiembre y noviembre | 2022    |
| Jugadora 5 Estrellas del Atlético de Madrid de la temporada                        | 2023    |